# Prędocin (Skarbimierz)
Prędocin (deutsch Pramsen) ist ein Dorf in Niederschlesien. Der Ort liegt in der Gmina Skarbimierz im Powiat Brzeski in der polnischen Woiwodschaft Oppeln.

## Geographie

### Geographische Lage
Das Angerdorf Prędocin liegt elf Kilometer östlich des Gemeindesitzes Skarbimierz (Hermsdorf), ca. acht Kilometer südöstlich der Kreisstadt Brzeg (Brieg) und rund 40 Kilometer nordwestlich der Woiwodschaftshauptstadt Oppeln. Der Ort liegt in der Nizina Śląska (Schlesische Tiefebene) innerhalb der Pradolina Wrocławska (Breslauer Urstromtal). Prędocin liegt am linken Ufer der Oder. Im Süden des Dorfes befindet sich ein Flutkanal der Oder.

### Nachbarorte
Nachbarorte von Prędocin sind im Südwesten Kruszyna (Schönau) und im Südosten Zwanowice (Schwanowitz).

## Geschichte

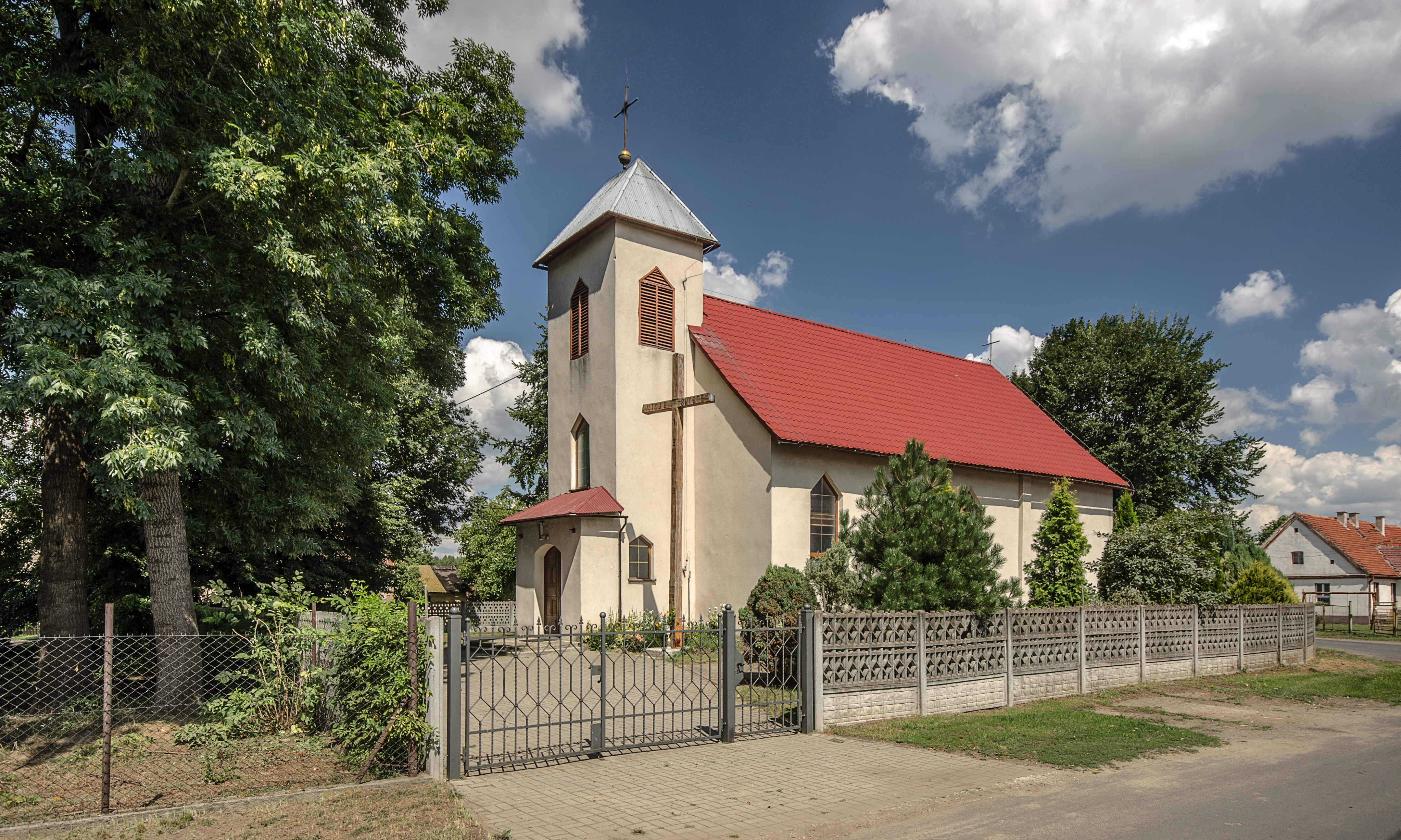
Kirche Unserer Lieben Frau von Tschenstochau

In dem Werk Liber fundationis episcopatus Vratislaviensis aus den Jahren 1295–1305 wird der Ort erstmals als villa Prendoczino erwähnt. Der Ortsname leitet sich vom slawischen Begriff Predzyna ab und bedeutet in etwa Flussschnelle.
Nach dem Ersten Schlesischen Krieg 1742 fiel Pramsen zusammen mit dem größten Teil Schlesiens an Preußen.
Nach der Neugliederung Preußens gehörte die Landgemeinde Pramsen ab 1815 zur Provinz Schlesien und war ab 1816 dem Landkreis Brieg eingegliedert, mit dem es bis 1945 verbunden blieb. 1874 wurde der Amtsbezirk Koppeln gegründet, welcher die Landgemeinden Koppen, Pramsen, Schönau und Schwanowitz und die Gutsbezirke Koppen, Pramsen und Schwanowitz umfasste. 1885 zählte der Ort 292 Einwohner.
1933 zählte Pramsen 298, 1939 wiederum 271 Einwohner. Bis 1945 befand sich der Ort im Landkreis Brieg.
Als Folge des Zweiten Weltkriegs fiel Pramsen wie fast ganz Schlesien 1945 an Polen, wurde in Prędocin umbenannt und der Woiwodschaft Breslau angegliedert. Die deutsche Bevölkerung wurde, soweit sie nicht vorher geflohen war, weitgehend vertrieben. Die neu angesiedelten Bewohner waren zum Teil Heimatvertriebene aus Ostpolen. 1950 kam der Ort zur Woiwodschaft Oppeln. 1997 wurde das Dorf beim Jahrhunderthochwasser der Oder komplett überschwemmt. 1999 kam der Ort zum Powiat Brzeski.
Beim Oderhochwasser 2010 drohten die Dämme rund um Prędocin zu brechen. Vorsorglich wurden die Bewohner am 19. Mai 2010 evakuiert. Kurze Zeit konnten die Bewohner zurückkehren, da das Wasser der Oder zurückging.

## Sehenswürdigkeiten
- Römisch-katholische Kirche Unserer Lieben Frau von Tschenstochau (poln. Kościół Matki Bożej Częstochowskiej)